# Осыковый, Николай Михайлович
Николай Михайлович Осыковый (род. 7 ноября 1962, Степановка, Киевская область) — лётчик-испытатель, полковник, Герой Российской Федерации (2007).

## Биография
Родился 7 ноября 1962 года. Окончил среднюю школу.
В Вооруженных Силах с 1980 года. В 1984 году окончил Черниговское высшее военное авиационное училище лётчиков.
На летно-испытательной работе с 1991 года. В 1993 году окончил Центр подготовки лётчиков-испытателей 929-го Государственного лётно-испытательного центра. Освоил 23 типа самолетов и их модификаций истребительной, бомбардировочной, разведывательной, дальней, военно-транспортной и специальной авиации. Под его непосредственным руководством выполнено около 3000 полетов, из них более 600 — испытания авиационной техники военного назначения.
Большой вклад Николай Осыковый внес в создание самолёта Су-34. С 1999 по 2005 год он выполнил более 90 испытательных полетов, что позволило по выявленным им замечаниям доработать машину и принять её на вооружение. Также испытывал сверхзвуковой стратегический бомбардировщик Ту-160.
Участвовал в операциях на Северном Кавказе. С 2012 года в запасе. Лётчик-испытатель 1-го класса. Кандидат технических наук

## Награды
- Герой Российской Федерации (13.12.2007)[1]
- Орден Мужества (20.07.1996)[1]
- Орден «За военные заслуги» (02.12.2000)[1]
- Медаль ордена «За заслуги перед Отечеством» 2-й степени (2001)[1]